# Sede titolare di Janina
Janina (in latino Ioanninensis) è una sede titolare della Chiesa cattolica.

## Storia
Questa sede titolare fa riferimento alla città greca di Giannina nella storica regione dell'Epiro, che fu sede vescovile in epoca bizantina, appartenente alla provincia ecclesiastica di Nicopoli di Epiro, attestata dalla fine del IX secolo. La sede, la metropolia di Giannina, esiste ancora oggi, parte del patriarcato di Costantinopoli, ma sottoposta alle cure della Chiesa di Grecia.
Dal 1933, con il nome di Janina, è annoverata tra le sedi vescovili titolari della Chiesa cattolica; la sede è vacante dal 29 maggio 1967.

## Cronotassi dei vescovi titolari
- Walter Philip Kellenberg † (25 agosto 1953 - 19 gennaio 1954 nominato vescovo di Ogdensburg)
- Kvirin Klement Bonefačić † (9 maggio 1954 - 28 gennaio 1957 deceduto)
- Glennon Patrick Flavin † (17 aprile 1957 - 29 maggio 1967 nominato vescovo di Lincoln)